# Ocrepeira ectypa
Ocrepeira ectypa là một loài nhện trong họ Araneidae.
Loài này thuộc chi Ocrepeira. Ocrepeira ectypa được Charles Athanase Walckenaer miêu tả năm 1842.